# Mitochondrieller Ornithin-Transporter
Die Mitochondrialen Ornithin-Transporter (ORNT) sind zwei Proteine in der Mitochondrien-Membran von Tieren, die den Transport von Ornithin im Austausch mit Citrullin durch die Membran katalysieren. Diese Reaktion ist Teil des Harnstoffzyklus. Beide Proteine enthalten 301 Aminosäuren und sind zu 88 Prozent identisch. Von ORNT2 weiß man, dass es in Leber, Nieren und Pankreas exprimiert wird. Mutationen im SLC25A15-Gen sind bekannt und können zu Transportermangel und zur Hyperammonämie (HHH-Syndrom) führen.
Die Transportgleichung lautet:
Ornithin(außen) + Citrullin(innen) ⇒ Ornithin(innen) + Citrullin(außen)
Es handelt sich also um einen Antiport.